# Schizoglossum garcianum
Schizoglossum garcianum är en oleanderväxtart som beskrevs av Rudolf Schlechter. Schizoglossum garcianum ingår i släktet Schizoglossum och familjen oleanderväxter. Inga underarter finns listade i Catalogue of Life.